# D'Moi Hodge
D'Moi Hodge (Tortola, 20 dicembre 1998) è un cestista anglo-verginiano, professionista nella NBA con i Los Angeles Lakers.

## Carriera
Trascorre la carriera universitaria, a livello NCAA, tra i CSU Vikings e i Missouri Tigers. Il 3 luglio 2023, dopo non essere stato scelto al Draft NBA, viene firmato dai Los Angeles Lakers con un two-way contract.

## Palmarès
- NBA In-Season Tournament: 1

Los Angeles Lakers: 2023